# Plaimpied-Givaudins
Plaimpied-Givaudins – miejscowość i gmina we Francji, w Regionie Centralnym, w departamencie Cher.
Według danych na rok 1990 gminę zamieszkiwało 1388 osób, a gęstość zaludnienia wynosiła 34 osoby/km² (wśród 1842 gmin Regionu Centralnego Plaimpied-Givaudins plasuje się na 287. miejscu pod względem liczby ludności, natomiast pod względem powierzchni na miejscu 163.).